# أزاد ويس العليا (كراني)
أزاد ویس العلیا (بالفارسية: آزاد ویس علیا) هي قرية تقع في إيران في قسم کراني الريفي. يقدر عدد سكانها بـ 213 نسمة بحسب إحصاء 2016.